# Leopardo (nome)
Leopardo  è un nome proprio di persona italiano maschile.

## Varianti
- Maschili: Leobardo[2], Leopardi[1][3]
- Femminili: Leoparda[1][3]

### Varianti in altre lingue
- Catalano: Lleopard[4], Llopart[4]
- Francese: Liébard
- Germanico: Liubhart[5][6][7], Liubhard[8], Leobhart[5], Leopart[6], Leopard[5][6][7], Leobard[5], Leupard[5], Lepard[1][5][7], Lupard[1]
- Inglese: Leobard, Leopard
- Latino: Leopardus[1][2], Leobardus[2], Lopardus[1]
- Polacco: Lubart
- Spagnolo: Leopardo[4]

## Origine e diffusione

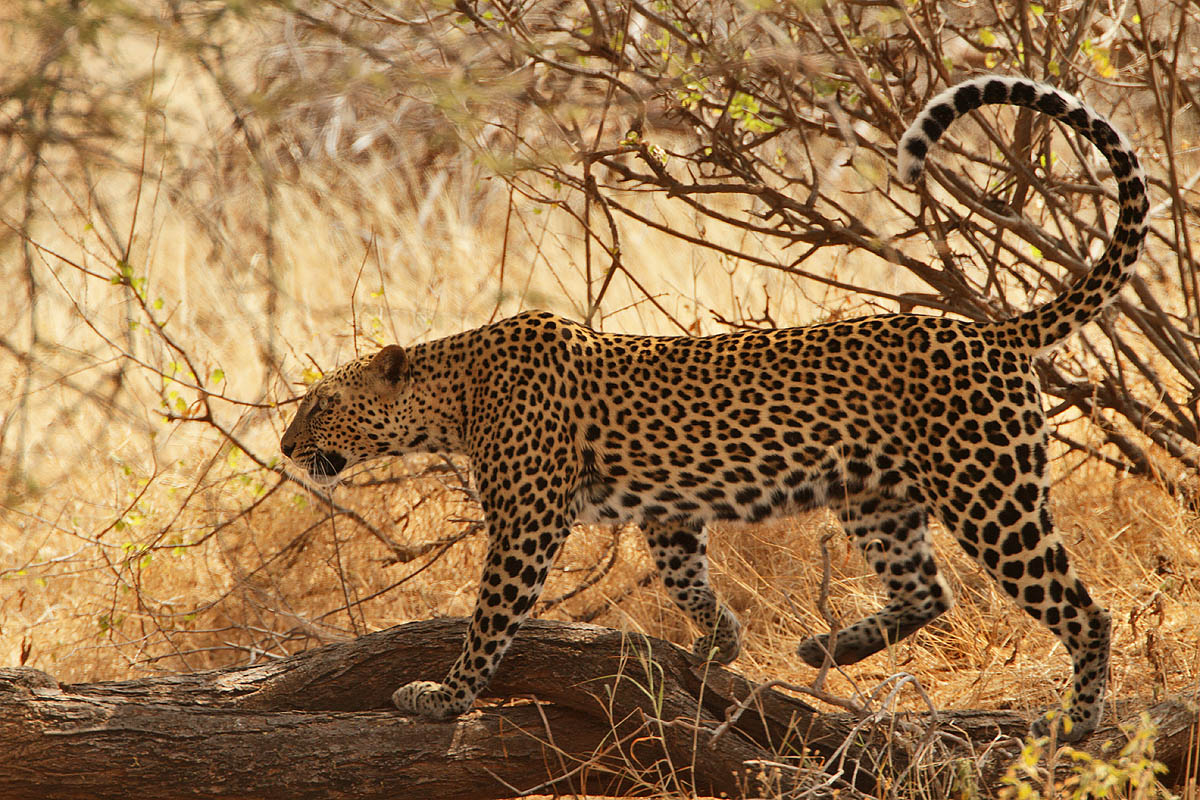
Un esemplare di leopardo fotografato nella Riserva nazionale Samburu

È un nome dall'origine incerta, che probabilmente riunisce in sé due diverse etimologie: da una parte, può risalire a un nome germanico di tradizione francone e longobarda, Liubhart, composto da liub ("amore", da cui anche Gottlieb) o leubha ("amico", "caro") e hart (o hardhu, "forte", "coraggioso", comune a moltissimi nomi germanici), quindi "potente nell'amore", "amico valoroso". D'altro canto, può anche continuare un soprannome usato già in epoca medievale che richiama il leopardo, il grande felino, il cui nome deriva dal greco antico λεόπαρδος (leopardos), un composto di λέων (léōn, "leone") e πάρδος (párdos, "pantera"); in questo secondo caso, si inserisce nell'ampia gamma di nomi ispirati al mondo animale, come Leone, Lupo e via dicendo.
Il nome è diffuso principalmente nelle Marche e nel nord e centro del Lazio; il suo uso è sostenuto sia dal culto di vari santi così chiamati, sia (specie per la forma "Leopardi") dalla fama di Giacomo Leopardi, il cui cognome deriva peraltro dal nome stesso.

## Onomastico
L'onomastico si può festeggiare in memoria di più santi, alle date seguenti:
- 16 marzo, san Leopardo o Leopardi, monaco a Bobbio[1][10]
- 18 marzo, san Leobardo o Leopardo, eremita presso Tours[11][12]
- 30 settembre, san Leopardo, martire a Roma sotto Giuliano l'Apostata[1][4][13]
- 20 ottobre, san Leopardo, vescovo di Osimo[1][11][14]

## Persone
- Leopardo Martinengo, politico italiano

### Variante Leobardo
- Leobardo López, calciatore messicano
- Leobardo Perez Jimenez, artista colombiano